# ماثيو دومينيك
ماثيو دومينيك (بالإنجليزية: Matthew Dominick)‏ هو طيار اختبار ومهندس ورائد فضاء أمريكي، ولد في 7 ديسمبر 1981 في ويت ريدج في الولايات المتحدة.